# 黒沢吉蔵
黒沢 吉蔵（くろさわ きちぞう、1928年4月11日 - 2009年2月22日）は、日本画家。

## 人物
1928年に福島県郡山市で生まれる。東京芸術大学の日本画科を卒業し、1955年、1965年、1966年の3回にわたり新制作協会の日本画部新作家賞を受賞している。
2009年2月22日に心筋梗塞のため死去した。